# محمدرحمان نظام‌الاسلامی

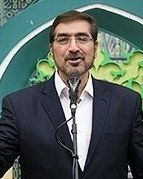

## زندگی
رحمان نظام‌اسلامی در خرمشهر خوزستان به دنیا آمده‌است؛ و هنوز ۲ سالش نشده بود که پدر خود را را بر اثر سانحه تصادف از دست داد و در سن ۱۷ سالگی برادرش کریم نظام اسلامی در عملیات والفجر مقدماتی کشته شد پیکر پدر و برادرش در بهشت شهدا بروجرد به خاک سپرده شده‌اند. وی بعد از کشته شدن برادرش به عنوان گزارشگر جنگی در اواخر اسفند ۱۳۶۲ در عملیات خیبر از ناحیه پای چپ مجروح و تا مرحله نزدیک به قطع شدن کامل می‌رسد، اما عمل پیوند پا با موفقیت انجام می‌شود.
محمد رحمان نظام اسلامی قبل از بازنشستگی مدیریت گروه ایران و جامعه رادیو ایران را بر عهده داشت و قبل از آن به عنوان مجری در تلویزیون فعالیت می‌کرد که از برنامه‌های معروف آن، برنامه صبح بخیر ایران را که به همراه اقبال واحدی اجرا می‌شد را میتوان یاد کرد. در سال ۱۳۶۰ در آزمون تربیت معلم قبول شد؛ خودش می‌گوید که یک حادثه او را به سمت صدا و سیما هدایت کرد.
هم‌اکنون محمد رحمان اسلامی از صدا و سیما بازنشسته شده‌است و در مراسمات به صورت مجری آزاد مشغول فعالیت است.

## سوابق اجرایی
- وی به عنوان گزارشگر جنگی در اواخر اسفند ۱۳۶۲ در عملیات خیبر یک پای خود را از دست داد.
- مجری برنامه‌های تلویزیون و رادیو
- مجری برنامه معروف صبح‌بخیر ایران و…
- مدیر گروه ایران و جامعه رادیو ایران